# Ponte Chiapas

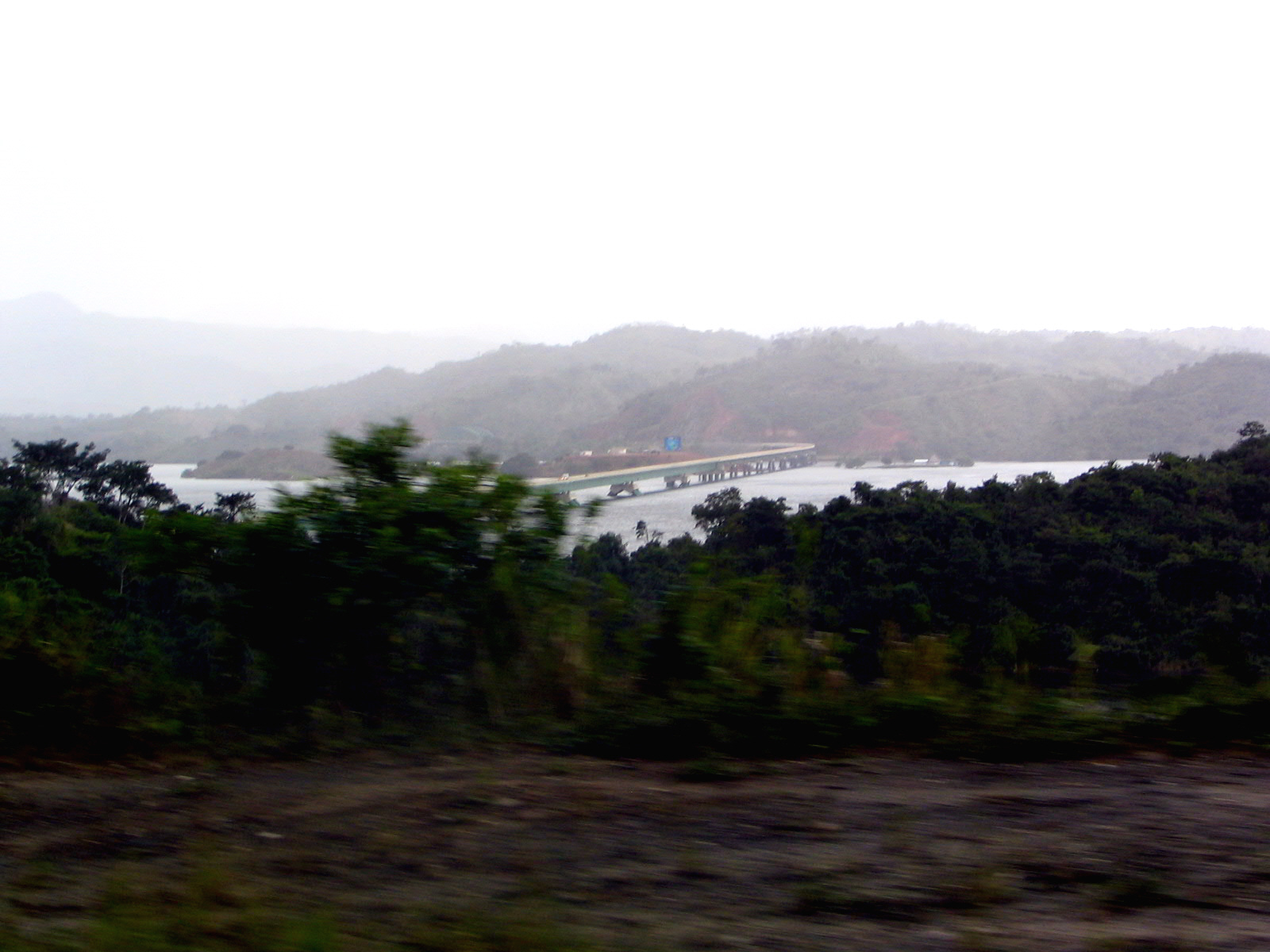
Ponte Chiapas

Il ponte Chiapas è un ponte situato nello stato messicano del Chiapas.
Inaugurato nel dicembre del 2003, attraversa la diga di Nezahualcoyotl, anche conosciuta come Malpaso nel Messico del sud. Ha una lunghezza di 1.208 ed è largo 10 metri e collega Las Choapas (nello stato di Veracruz) e Raudales Ocozocoautla (nel Chiapas), il ponte è una componente importante dell'autostrada principale federale Cosolealecaque-Tuxtla Gutiérrez.
Il ponte riduce circa di 100 chilometri (60 miglia) o 3,5 ore il percorso fra Città del Messico e Chiapas.